# Momo Kyun Sword
Momo Kyun Sword (モモキュンソード?, Momo Kyun Sōdo) è una serie di light novel curata da Kibidango Project, basata sui racconti del folklore giapponese incentrati sull'eroe Momotarō. È stata pubblicata dal 2012 gratuitamente online e alla sua realizzazione hanno partecipato molteplici disegnatori. Una serie televisiva anime ispirata alle vicende del light novel, co-prodotta da Tri-Slash e Project No.9, è stata trasmessa da luglio a settembre 2014 in Giappone.

## Trama
La protagonista è una coraggiosa spadaccina e abile combattente di nome Momoko, ovvero "bambina della pesca". La storia narra di una coppia di anziani che viveva in un piccolo villaggio. Un giorno, mentre la donna stava lavando i panni nel fiume, vide un'enorme pesca trascinata dalla corrente. Quando lei e il marito provarono a tagliarla, dalla pesca uscì una vivace bambina. Visto che era nata da una pesca (momo, 桃, in giapponese), i due anziani chiamarono la bambina Momoko.
Tre divinità divennero i fedeli compagni di Momoko: un cane, una scimmia e un fagiano.
Un giorno però, la tranquillità del villaggio venne interrotta da un’armata di demoni che intendeva rubare i frammenti della pesca delle tremila verità: un frutto magico, contenente il potere della verità, che proteggeva il regno del Giappone. Momoko venne incaricata dalla sovraintendente celeste, Sumeragi, di raccogliere tutti i frammenti di pesca sparsi per il Giappone, così da riportare l’ordine. Nelle sue avventure, venne aiutata dalla squadra delle vergini celesti.

## Personaggi
Momoko (桃子?)
Doppiata da Ayana Taketatsu
Protagonista della serie, è capace di combinarsi con le sue tre divinità per ottenere maggiore forza e abilità.
Onihime (鬼姫?)
Doppiata da Minami Tsuda
Figlia del re demone. Odia perdere e detesta tutto ciò che è incoerente. Scopre di essere la sorella di Momoko.
Inugami (犬神?)
Doppiato da Wataru Hatano
La divinità cane di Momoko. Possiede molta conoscenza e saggezza; per questo motivo, si arrabbia se Momoko perde la concentrazione. È abile nel combattimento ravvicinato.
Sarugami (猿神?)
Doppiato da Shōtarō Morikubo
La divinità scimmia di Momoko. È il tipo di creatura che agisce prima di pensare. È la migliore nel combattimento corpo a corpo.
Kijigami (雉神?)
Doppiata da Asami Imai
La divinità fagiano di Momoko. È in grado di trasformarsi in un umano. È la migliore nel combattimento aereo e nella ricognizione.
Ringo (林檎?)
Doppiata da Shiori Mikami
Membro della squadra delle vergini celesti. Possiede un forte spirito di coinvolgimento verso la sua squadra. Il suo elemento di potere è il fuoco.
Suika (水花?)
Doppiata da Suzuko Mimori
Membro della squadra delle vergini celesti. Ha una personalità gentile, ma a volte dura nei confronti dei suoi alleati. Usa il potere dell'acqua e la sua arma è la Kraratna.
Maron (栗?)
Doppiata da Rumi Ōkubo
Membro della squadra delle vergini celesti. È la mente del gruppo e ha un forte senso di responsabilità. La sua arma è un martello e possiede il potere della terra.
Karin (花梨?)
Doppiata da Yuka Ōtsubo
Membro della squadra delle vergini celesti. Ha una personalità amichevole spesso: non riesce a recuperare i frammenti di pesca perché molto ingenua. Ha come potere l’elemento dell’aria.
Kaguya (かぐや?)
Doppiata da Mikako Komatsu
Una misteriosa scienziata pazza che viene dalla luna. È la guardiana dei frammenti di pesca delle tremila verità.
Kushinada (クシナダ?)
Doppiata da Asami Shimoda
Un membro della squadra delle vergini celesti. È gentile e seria; può congelare il tempo della scena in un istante.
Sumeragi Tennyo (皇天女?)
Doppiata da Masumi Asano
Il capo di tutto il creato. Manda Momoko e le sue amiche a cercare i frammenti di pesca delle tremila verità per impedire agli orchi di prenderli. Mentre lo fanno, li assiste partecipe.
Ichigo (いちで?)
Doppiato da Marika Takano
Il capo del piccolo corpo degli angeli. Possiede un forte senso di responsabilità. Rispetta e adora la mela che è l'anziano del corpo della famiglia degli spiriti celesti.
Anzu (あんず?)
Doppiata da Yu Serizawa
Una piantagrane vivace e rumorosa, dotata di una natura spensierata e una personalità inquieta.
Mikan (みかん?)
Doppiato da Riho Iida
Molto probabilmente si tratta di un minuscolo spiritello. Ha un carattere amichevole, ed è completamente nascosto da un cappello: quando salta, si vede una piccola coda che esce dal cappello.
Akebi (あけび?)
Doppiata da Miyu Kubota
Una bambina che indossa degli occhiali, con una personalità tranquilla e intellettuale. Adora i libri e si immerge nella lettura mentre è in servizio.
Yuuki (遊鬼(ゆうき)?)
Doppiata da Yuuki Kaneko
Una ragazza demone molto orgogliosa. Viene viziata da un parente del demone lucido fin da piccola. Quando è in battaglia, il suo tono di voce si abbassa e lei incomincia a parlare in una lingua sconosciuta.

## Media

### Light novel e pubblicazioni
La serie di light novel Momo Kyun Sword è stata lanciata online nel corso dell'estate 2012 tramite Kibidango Project. L'anno seguente è iniziata la distribuzione di una seconda parte del light novel , mentre la prima riceve un adattamento manga yonkoma con periodicità settimanale.

### Anime
Una serie televisiva anime basata sui romanzi originali è stata prodotta da Tri-Slash e Project No.9 e diretta da Shinsuke Yanagi. Tsuyoshi Tamai si è occupato della gestione della sceneggiatura, mentre il disegnatore Hiroshi Tomioka si è occupato di delineare l'aspetto dei personaggi. L'anime è stato trasmesso dall'8 luglio al 23 settembre 2014 su Tokyo MX, per un totale di 12 episodi. Oltre che su Tokyo MX, la serie è approdata nei giorni seguenti anche su altre reti televisive nipponiche: KBS, TVQ Kyushu Broadcasting, AT-X, Sun Television, TV Aichi e BS 11. Crunchyroll ha pubblicato l'anime in simulcast rendendolo disponibile per la propria utenza di Stati Uniti, Canada, Regno Unito, Irlanda, Sudafrica, Australia, Nuova Zelanda e America Latina, mentre Sentai Filmworks lo ha pubblicato per il mercato home video inglese.

#### Colonne sonora
Come sigla di apertura è stato usato il brano Momoiro Fantasy, interpretato da Haruka Chisuga e pubblicato in un singolo dedicato il 23 luglio 2014. La sigla di chiusura invece è intitolata Momo Kyun Sword e interpretata da Ayana Taketatsu. Le due canzoni sono state incluse in un album dedicato alla serie e intitolato Momo uta Dai zenshu!, pubblicato il 1º ottobre 2014 e contenente sette tracce:
1. Haruka Chigusa – Momoiro Fantasy (testo: Atsumi Fumikawa – musica: Kurauchi Tatsuya)
2. The Tenshin Corps – Ready Go !! - The Invincible Heavenly Woman Corps (testo: Suger Lover – musica: Minoru Saito, Takano Atsumi)
3. The Tenshin Corps – Mission Complete! (testo: Hiroaki Mitsumi – musica: Satoshi Saito, N@Oki)
4. Ayana Taketatsu – Rival Friend Friend (testo: Hiroaki Kōmi – musica: Takano Atsushi)
5. Ayana Taketatsu – Two Miracles (testo: SugerLover – musica: Satoshi Saito)
6. Asami Shimoda – Zubari ☆ I !! (testo: Suger Lover – musica: Takano Satoshi)
7. Ayana Taketatsu – Momo Kyun Sword (Kitagawa)

Escono altri due audio drammi con i nuovi personaggi di Tenshin Corps e Koten Corps. Questo prodotto è un CD migliorato. Ci sono due aree, CD audio e CD-ROM, e parti di musica e dramma possono essere riprodotte con un lettore CD, ma altri dati possono essere goduti solo con dispositivi che possono riprodurre CD-ROM, come i personal computer. Oltre a registrare due nuove canzoni di "Wonderful Run" cantata da Ayana Taketatsu, Suzuko Mimori e Yuri Otsubo da Tenshintai.
Il CD include: 
1. Wonderful Run - cantata da Ayana Taketatsu.
2. Miracle Fantasia - cantata da Suzuko Mimori e Yuka Ootsubo.
3. Wonderful Run (strumentale).
4. Miracle Fantasia (strumentale).

(Audio drama)
Small Tenshin Women 's Formation , Emergency Dispatch! - cantata da Mikami, Shiori, Rumi Ōkubo, Mari Takamo, Riho Iida, Serizawa Yu, Mimu Kubota + cast commentato.

#### Lista episodi
| Nº | Giapponese 「Kanji」 - Rōmaji                                                 | In onda           | In onda |
| Nº | Giapponese 「Kanji」 - Rōmaji                                                 | Giapponese        |         |
| 1  | 「憑依合体! モモキュンソード」 - Hyōi gattai! Momo Kyun Sōdo                  | 8 luglio 2014     |         |
| 2  | 「合縁鬼縁!? 鬼姫参上!」 - Aien-ki en!? Onihime sanjō!                        | 15 luglio 2014    |         |
| 3  | 「一心同体 天女隊!?」 - Isshin dōtai tennyo-tai!?                             | 22 luglio 2014    |         |
| 4  | 「豊乳乱舞!? 三保の松原!」 - Hōnyū ranbu!? Miho no matsubara!                 | 29 luglio 2014    |         |
| 5  | 「疑心暗鬼!? 霧に潜む罠」 - Gishin anki!? Kiri ni hisomu wana                 | 5 agosto 2014     |         |
| 6  | 「歌姫爆誕! 天女隊でびゅ〜!」 - Utahime bakudan! Tennyo-tai de byu〜!         | 12 agosto 2014    |         |
| 7  | 「喪失危機!? 桃子の大切なモノ」 - Sōshitsu kiki!? Momoko no taisetsu na mono  | 19 agosto 2014    |         |
| 8  | 「桃色企画♡湯煙に消えた下着!?」 - Momoiro kikaku♡ yukemuri ni kieta shitagi!? | 26 agosto 2014    |         |
| 9  | 「超急展開!? モモの秘密!」 - Chō kyū tenkai!? Momo no himitsu!!               | 2 settembre 2014  |         |
| 10 | 「驚天動地! 逆襲の鬼ヶ島!!」 - Kyōten dōchi! Gyakushū no Onigashima!!         | 9 settembre 2014  |         |
| 11 | 「最終決戦! 桃子対邪鬼王!!」 - Saishū kessen! Momoko tai jaki ō!!             | 16 settembre 2014 |         |
| 12 | 「桃色幻想! モモキュンソード♡」 - Momoiro gensō! Momo Kyun Sōdo♡              | 23 settembre 2014 |         |

#### Pubblicazione
La serie è stata pubblicata in tre volumi Blu-ray disc con numerosi extra per ciascuna uscita da ottobre 2014 a gennaio 2015.
| Volume | Episodi | Data di pubblicazione |
| ------ | ------- | --------------------- |
| 1      | 1–4     | 22 ottobre 2014       |
| 2      | 5–8     | 26 novembre 2014      |
| 3      | 9–12    | 15 gennaio 2015       |